# 33e législature du Yukon
La 33e législature du Yukon a commencé le 12 octobre 2011, après l'élection du gouvernement majoritaire du Parti du Yukon sous la direction de Darrell Pasloski. Le NPDY est devenu l'opposition officielle, tandis que les libéraux sont au troisième place et un seul député indépendant après avoir quitte son parti.
L'appartenance à l'Assemblée législative a augmenté de 1 siège après la redistribution limite.

## Changement de leadership
Après la perte du statut de l'opposition à l'élection générale et allant de cinq sièges à deux, le Parti libéral a été en proie à des problèmes de leadership. L’ancien chef Arthur Mitchell a démissionné après avoir été battu dans la circonscription de Copperbelt-Nord. Il a été remplacé par le chef intérimaire Darius Elias qui a quitté la position du chef et du parti le 17 août 2012. Par défaut, Sandy Silver est devenu chef du parti comme le seul député. Jusqu'à présent, ils n’ont pas choisi un chef permanent pour diriger le parti.

### Liste de députés
|  | Nom                 | Parti          | Circonscription          |
|  | ------------------- | -------------- | ------------------------ |
|  | Kevin Barr          | Néo-démocrate  | Mount Lorne-Lac-Southern |
|  | Brad Cathers        | Yukonnais      | Lac Laberge              |
|  | Currie Dixon        | Yukonnais      | Copperbelt-Nord          |
|  | Darius Elias        | Parti du Yukon | Vuntut Gwitchin          |
|  | Doug Graham         | Yukonnais      | Porter Creek Nord        |
|  | Elizabeth Hanson    | Néo-démocrate  | Whitehorse Centre        |
|  | Stacey Hassard      | Yukonnais      | Pelly-Nisutlin           |
|  | Wade Istchenko      | Yukonnais      | Kluane                   |
|  | Scott Kent          | Yukonnais      | Riverdale Nord           |
|  | David Laxton        | Indépendant    | Porter Creek Centre      |
|  | Patti McLeod        | Yukonnais      | Lac Watson               |
|  | Mike Nixon          | Yukonnais      | Porter Creek Sud         |
|  | Lois Moorcroft (en) | Néo-démocrate  | Copperbelt-Sud           |
|  | Darrell Pasloski    | Yukonnais      | Mountainview             |
|  | Sandy Silver        | Libéraux       | Klondike                 |
|  | Jan Stick           | Néo-démocrate  | Riverdale Sud            |
|  | Elaine Taylor       | Yukonnais      | Whitehorse Ouest         |
|  | Jim Tredger         | Néo-démocrate  | Mayo-Tatchun             |
|  | Kate White          | Néo-démocrate  | Takhini-Kopper King      |

## Classement change depuis l'élection générale de 2011
| Nombre de membres par parti et par date | Nombre de membres par parti et par date | 2011   | 2012    | 2013   | 2016   |
| Nombre de membres par parti et par date | Nombre de membres par parti et par date | 11 Oct | 17 août | 8 Juil | 10 mai |
| --------------------------------------- | --------------------------------------- | ------ | ------- | ------ | ------ |
|                                         | Parti du Yukon                          | 11     | 11      | 12     | 11     |
|                                         | NPD                                     | 6      | 6       | 6      | 6      |
|                                         | Libéral                                 | 2      | 1       | 1      | 1      |
|                                         | Indépendant                             | 0      | 1       | 0      | 1      |
|                                         | Total                                   | 19     | 19      | 19     | 19     |
| Vacant                                  | 0                                       | 0      | 0       | 0      |        |
| Gouvernement Majoritaire                | 3                                       | 3      | 5       | 5      |        |

### Modifications à la députation
| Changement de député lors de la 33e législature | Changement de député lors de la 33e législature | Changement de député lors de la 33e législature | Changement de député lors de la 33e législature | Changement de député lors de la 33e législature | Changement de député lors de la 33e législature                                                    |
|                                                 | Date                                            | Nom                                             | Circonscription                                 | Parti                                           | Raison                                                                                             |
| ----------------------------------------------- | ----------------------------------------------- | ----------------------------------------------- | ----------------------------------------------- | ----------------------------------------------- | -------------------------------------------------------------------------------------------------- |
|                                                 | 11 octobre 2011                                 | Voir la liste des députés                       | Voir la liste des députés                       | Voir la liste des députés                       | Jour d'élection du 37e élection générale du Yukon                                                  |
|                                                 | 17 août, 2012                                   | Darius Elias                                    | Vuntut Gwitchin                                 | Indépendant                                     | Quitte le parti libéral et démissionne de son poste de chef du parti pour siéger Indépendant.      |
|                                                 | 8 juillet 2013                                  | Darius Elias                                    | Vuntut Gwitchin                                 | Parti du Yukon                                  | Joindre au Parti du Yukon                                                                          |
|                                                 | 10 mai, 2016                                    | David Laxton                                    | Porter Creek Centre                             | Indépendant                                     | Quitte le parti du Yukon pour sièger Indépendant en raison d'une allégation de harcèlement sexuel. |